# Seznam členů Národního shromáždění republiky Československé po volbách v roce 1935
Toto je seznam členů Národního shromáždění republiky Československé po volbách v roce 1935, kteří zasedali v tomto zákonodárném sboru Československa do zrušení parlamentu v roce 1939.

## Abecední seznam poslanců
Včetně poslanců, kteří nabyli mandát až dodatečně jako náhradníci (po rezignaci či úmrtí předchozího poslance). V závorce uvedena stranická příslušnost.

### A–H
- Rudolf Appelt (KSČ)
- Rudolf Axmann (SdP)
- Alois Bábek (ČSNS, pak SNJ)
- František Bayer (ČSL, pak SNJ)
- Ján Bečko (ČSSD, pak NSP)
- Rudolf Bechyně (ČSSD, pak NSP)
- Ferdinand Benda (ČSSD, pak NSP)
- Alois Beneš (živn., pak SNJ)
- PhDr. Edvard Beneš (ČSNS)
- Rudolf Beran (republ., pak SNJ)
- Hugo Bergmann (ČSNS, pak SNJ)
- Gustav Beuer (KSČ)
- Bedřich Bezděk (ČSL, pak SNJ)
- Hubert Birke (SdP)
- Otomar Bistřický (republ., pak SNJ)
- Georg Böhm (SdP)
- Rudolf Böhm (BdL, pak SdP)
- Olexa Borkaňuk (KSČ)
- Bohumír Bradáč (republ.)
- JUDr. Jiří Branžovský (NOF, pak SNJ)
- Dr. Ing. Vladislav Brdlík (republ., pak SNJ)
- Andrej Bródy (AZS)
- Karel Brožík (ČSSD, pak NSP)
- Jan Brukner (ČSL, pak SNJ)
- Max Budig (SdP)
- JUDr. Vladimír Clementis (KSČ)
- Břetislav Coufal (republ., pak SNJ)
- Štefan Csomor (republ.)
- JUDr. Ludwig Czech (DSAP)
- Rudolf Čavojský (HSĽS)
- Josef Černý (republ., pak SNJ)
- Antonín Čuřík (republ., pak SNJ)
- Štefan Danihel (HSĽS)
- Josef David (ČSNS, pak SNJ)
- Eugen de Witte (DSAP)
- Karol Dembovský (HSĽS)
- JUDr. Ivan Dérer (ČSSD, pak NSP)
- Ondrej Devečka (republ., pak HSĽS-SSNJ)
- František Dlouhý (ČSSD, pak NSP)
- JUDr. Jaromír Dolanský (KSČ)
- JUDr. Josef Dolanský (ČSL, pak SNJ)
- Rudolf Dölling (KSČ)
- PhDr. Karel Domin (NSj, pak SNJ)
- JUDr. Rudolf Dominik (NOF, pak SNJ)
- Ing. Jan Dostálek (ČSL, pak SNJ)
- Jozef Drobný (HSĽS)
- Jan Dubický (republ., pak SNJ)
- JUDr. Josef Dufek (republ., pak SNJ)
- Josef Dvořák (republ., pak SNJ)
- Josef Dvořák (KSČ)
- PhDr. Ludwig Eichholz (SdP)
- János Esterházy (Sjedn. maď. str. resp. Zem. kř.-soc., pak nezařazený)
- Josef Ešner (ČSSD, pak NSP)
- ThDr.PhDr. Štefan Fencik (NSj, pak Nár. liga a RNS, pak nezařazený)
- Čeněk Fiala (ČSNS, pak SNJ)
- Benno Fischer (SdP)
- Pavol Florek (HSĽS)
- Karl Frank (SdP)
- PhDr. Emil Franke (ČSNS, pak SNJ)
- Ing. Dr. Jan Fulík (republ., pak SNJ)
- Vasil Fuščič (KSČ)
- Rudolf Gajda (NOF, pak SNJ)
- JUDr. Angelo Goldstein (ČSSD, resp. ŽS, pak nezařazený)
- Klement Gottwald (KSČ)
- Karl Gruber (SdP)
- Štěpán Habarta (živn., pak SNJ)
- Gustav Hacker (SdP)
- Antonín Hampl (ČSSD, pak NSP)
- Emanuel Haninger (živn., pak SNJ)
- Štefan Haščík (HSĽS)
- Alois Hatina (ČSNS, pak SNJ)
- Jakub Haupt (republ., pak SNJ)
- Rudolf Heeger (DSAP)
- Kašpar Hintermüller (ČSL, pak SNJ)
- Erich Hirte (SdP)
- Jaroslav Hladký (ČSSD, pak NSP)
- Msgre. Andrej Hlinka (HSĽS)
- dr.h.c. Franz Hodina (BdL, pak SdP)
- Anežka Hodinová-Spurná (KSČ)
- PhDr. Milan Hodža (republ., pak nezařazený)
- Vojtěch Holeček (NSj, pak SNJ)
- Franz Hollube (SdP)
- JUDr. János Holota (Sjedn. maď. str. resp. MNS)
- Adolf Hrubý (republ., pak SNJ)
- Igor Hrušovský (ČSNS)
- RNDr.PhDr. Stanislav Hula (ČSL, pak SNJ)

### CH–R
- Karel Chalupa (živn., pak SNJ)
- Rudolf Chalupa (ČSSD, pak NSP)
- Antonín Chloupek (republ., pak SNJ)
- Antonín Chmelík (NSj, pak SNJ)
- Josef Illing (SdP)
- Ján Ivák (NOF, pak HSĽS-SSNJ)
- Josef Jäkel (SdP)
- Wenzel Jaksch (DSAP)
- František Janalík (ČSL, pak SNJ)
- Andor Jaross (Sjedn. maď. str. resp. MNS)
- Václav Jaša (ČSSD, pak NSP)
- Alois Jenšovský (ČSNS, pak SNJ)
- František Ježek (NSj, pak SNJ)
- MUDr. Theodor Jilly (SdP)
- Antonín Jiráček (živn., pak SNJ)
- Adolf Jobst (SdP)
- Marie Jurnečková-Vorlová (ČSSD, pak NSP)
- Ing. Franz Karmasin (SdP)
- Franz Katz (DSAP)
- Emanuel Kejmar (živn., pak SNJ)
- JUDr. Adolf Kellner (SdP)
- František Kendra (HSĽS)
- Irene Kirpal (DSAP)
- František Klajban (ČSNS, pak HSĽS-SSNJ)
- JUDr. Otakar Klapka (ČSNS, pak SNJ)
- Robert Klein (ČSSD, pak NSP)
- Dr. Guido Klieber (SdP)
- Emanuel Klíma (KSČ)
- JUDr. Vlastimil Klíma (NSj, pak SNJ)
- Augustin Kliment (KSČ)
- Vilém Knebort (NSj, pak SNJ)
- Gustav Knöchel (SdP)
- Richard Knorre (SdP)
- Václav Knotek (ČSL, pak SNJ)
- Josef Kočandrle (republ., pak SNJ)
- Franz Kögler (DSAP)
- Bruno Köhler (KSČ)
- Ernst Köhler (SdP)
- Fritz Köllner (SdP)
- Jozef Kopasz (ČSSD, pak NSP)
- Václav Kopecký (KSČ)
- Ladislav Kopřiva (KSČ)
- Endre Korláth (Sjedn. maď. str. resp. MNS)
- István Kosik (KSČ)
- JUDr. Pavel Kossey (republ., pak SNJ)
- Václav Košek (ČSL, pak SNJ)
- PhDr. Jan Kozák (ČSNS, pak NSP)
- Ing. Stanislaus Králíček (SdP, pak NSDAP)
- JUDr. Karel Kramář (NSj)
- Franz Krejčí (DSAP)
- Josef Krosnář (KSČ)
- Adolf Křemen (republ., pak SNJ)
- Felix Kučera (ČSSD, pak NSP)
- Jaroslav Kučera (ČSSD, pak NSP)
- PhDr. Chajim Kugel (ČSSD, resp. ŽS)
- Ernst Kundt (SdP, pak NSDAP)
- Lothar Kunz (BdL, pak SdP)
- Ing. Franz Künzel (SdP)
- Josef Kürbel (SdP)
- Karel Kut (NSj, pak nezařazený, pak Nár. liga, pak SNJ)
- Josef Lanc (ČSNS, pak SNJ)
- Alois Langer (ČSSD, pak NSP)
- František Langr (ČSNS, pak SNJ)
- Bohumil Laušman (ČSSD, pak NSP)
- Otto Liebl (SdP, pak nezařazený)
- Ján Lichner (republ., pak HSĽS-SSNJ)
- Adolf Lischka (SdP)
- Ján Líška (živn., pak HSĽS-SSNJ)
- Ivan Lokota (KSČ)
- Dr.Ing.doc Hans Lokscha (Něm. kř. soc., pak SdP)
- Martin Longa (HSĽS)
- Josef Luka (živn., pak SNJ)
- PhDr. Emil Lukáč (ČSNS, pak HSĽS-SSNJ)
- JUDr. Felix Luschka (Něm. kř. soc., pak SdP)
- Bohuslav Luža (ČSNS, pak SNJ)
- Josef Macek (ČSSD, pak NSP)
- Franz Macoun (DSAP)
- Božena Machačová-Dostálová (KSČ)
- František Machník (republ., pak SNJ)
- Jan Malypetr (republ., pak SNJ)
- Ludvík Marek (republ.)
- JUDr. Josef Mareš (ČSSD, pak NSP)
- JUDr. Ivan Markovič (ČSSD, pak NSP)
- Martin Martinásek (republ., pak SNJ)
- František Mašata (republ., pak SNJ)
- Franz May (SdP)
- JUDr. Robert Mayr-Harting (Něm. kř. soc., pak SdP, pak NSDAP)
- JUDr. Alfréd Meissner (ČSSD, pak NSP)
- JUDr. Martin Mičura (ČSL, pak HSĽS-SSNJ)
- František Michálek (živn., pak SNJ)
- Václav Mikuláš (ČSNS, pak SNJ)
- Rudolf Mlčoch (živn., pak SNJ)
- JUDr. Karel Moudrý (ČSNS, pak NSP)
- Anna Mrskošová (republ., pak SNJ)
- Josef Musil (republ., pak SNJ)
- Josef Václav Najman (živn.)
- Ing. Jaromír Nečas (ČSSD, pak NSP)
- František Němec (ČSSD, pak NSP)
- Franz Němec (SdP)
- Ing. Alfred Nentwich (SdP)
- Josef Nepomucký (KSČ)
- Josef Netolický (ČSNS, pak SNJ)
- Alois Neuman (ČSNS, pak SNJ)
- František Neumeister (ČSSD, pak NSP)
- JUDr. Hans Neuwirth (SdP)
- Arthur Nickel (SdP)
- Paul Nickerl (SdP)
- Andor Nitsch (Sjedn. maď. str. resp. Spiš. něm. str., pak nezařazený)
- Franz Nitsch (SdP)
- Josef Novák (ČSL, pak SNJ)
- MUDr. František Novotný (NSj, pak SNJ)
- František Nový (ČSSD, pak NSP)
- Gustav Obrlik (SdP)
- Josef Oliva (živn., pak SNJ)
- Štefan Onderčo (HSĽS)
- František Ostrý (živn., pak SNJ)
- Oldřich Otáhal (ČSL, pak SNJ)
- JUDr. Josef Patejdl (ČSNS, pak NSP)
- Jan Pekárek (živn., pak SNJ)
- Jan Pelíšek (republ., pak SNJ)
- Ing. Ernst Peschka (SdP)
- PhDr. Gustav Peters (SdP)
- Alois Petr (ČSL, pak SNJ)
- Augustin Petrášek (Sjedn. maď. str. resp. Zem. kř.-soc., pak nezařazený)
- Ján Petrovič (republ., pak HSĽS-SSNJ)
- Luděk Pik (ČSSD, pak NSP)
- JUDr. Ivan Pješčák (AZS, pak nezařazený)
- Jakub Polach (ČSSD, pak NSP)
- Vladimír Polívka (ČSNS)
- ThDr. Gejza Porubszky (Sjedn. maď. str. resp. Zem. kř.-soc.)
- Václav Pozdílek (republ., pak SNJ)
- Karel Procházka (KSČ)
- Ing. Ladislav Protuš (NSj, pak HSĽS-SSNJ)
- JUDr. Mikuláš Pružinský (HSĽS)
- JUDr. Ladislav Rašín NSj, pak nezařazený)
- Martin Rázus (HSĽS, resp. SNS, pak nezařazený)
- Miloslav Rechcígl (republ., pak SNJ)
- Antonín Remeš (ČSSD, pak NSP)
- Julian Révay (ČSSD, pak nezařazený)
- Ferdinand Richter (ČSNS, pak NSP)
- Ing. Wolfgang Richter (SdP)
- Bohuš Rodovský (živn., pak SNJ)
- JUDr. Alfred Rosche (SdP)
- Josef Rösler (SdP)
- Karol Rybárik (republ., pak HSĽS-SSNJ)
- Karel Řičář (ČSL, pak SNJ)

### S–Z
- Rudolf Sandner (SdP)
- Jan Sedláček (NSj, pak SNJ)
- Václav Sedláček (ČSL, pak SNJ)
- Anton Schäfer (DSAP)
- Florian Schenk (KSČ)
- Anton Schlusche (Něm. kř. soc., pak SdP)
- Karol Schmidke (KSČ)
- Ing. Franz Schreiber (SdP)
- Ignác Schulcz (ČSSD)
- Johann Schütz (Něm. kř. soc., pak SdP)
- Ing. František Schwarz (NSj, pak Nár. liga, pak nezařazený)
- Rudolf Schwarz (HSĽS)
- Karol Sidor (HSĽS)
- Jozef Sivák (HSĽS)
- Rudolf Slánský (KSČ)
- Jan Slavíček (živn., pak SNJ)
- JUDr. Juraj Slávik (republ.)
- Leopold Slíva (republ., pak SNJ)
- Karol Śliwka (KSČ)
- Koloman Slušný (HSĽS)
- Rudolf Smetánka (NSj, pak Nár. liga, pak nezařazený, pak SNJ)
- Anton Sogl (SdP)
- JUDr. Martin Sokol (HSĽS)
- PhDr. Franz Spina (BdL)
- Antonín Srba (ČSSD, pak NSP)
- dr. František Staněk (republ.)
- Georg Stangl (SdP)
- František Stanislav (ČSL, pak SNJ)
- ThDr.Msgre Bohumil Stašek (ČSL, pak SNJ)
- Josef Stejskal (ČSNS, pak SNJ)
- Josef Stivín (ČSSD, pak NSP)
- JUDr. Jaroslav Stránský (ČSNS)
- Štefan Stunda (republ., pak HSĽS-SSNJ)
- JUDr. Oldřich Suchý (republ., pak SNJ)
- Štefan Suroviak (HSĽS)
- František Světlík (ČSL, pak SNJ)
- Otto Synek (KSČ)
- József Szentiványi (Sjedn. maď. str. resp. MNS)
- JUDr. Géza Szüllő (Sjedn. maď. str. resp. Zem. kř.-soc.)
- Anton Šalát (HSĽS)
- Josef Šamalík (ČSL, pak SNJ)
- Emanuel Šedý (živn., pak SNJ)
- Viliam Široký (KSČ)
- Milena Šmejcová (ČSNS, pak SNJ)
- Jaromír Špaček (NSj, pak SNJ)
- ThDr.h.c. Jan Šrámek, Msgre. (ČSL, pak SNJ)
- Josef Štětka (KSČ)
- JUDr. Alois Štůla (NSj, pak SNJ)
- Jan Šverma (KSČ)
- Siegfried Taub (DSAP)
- Rudolf Tayerle (ČSSD, pak NSP)
- Pavel Teplanský (republ., pak HSĽS-SSNJ)
- Ervín Tichý (ČSNS, pak SNJ)
- ThDr. Jozef Tiso, Msgre. (HSĽS)
- Jozef Topoli (republ., pak HSĽS-SSNJ)
- Pál Török (KSČ)
- Ing. Dr. František Toušek (NSj, pak SNJ)
- Matěj Trnka (NOF, pak SNJ)
- Alois Tučný (ČSNS, pak SNJ)
- Ing. Dr. Marie Tumlířová (republ., pak SNJ)
- Teodor Turček (HSĽS)
- Josef Tykal (ČSNS, pak SNJ)
- František Tymeš (ČSSD, pak NSP)
- PhDr. František Uhlíř (ČSNS, pak SNJ)
- Ján Ursíny (republ., pak HSĽS-SSNJ)
- Jozef Vallo (KSČ)
- Ján Vančo (republ., pak HSĽS-SSNJ)
- JUDr. Miloš Vančo (HSĽS, resp. SNS)
- Leopold Vaverka (ČSSD, pak NSP)
- Václav Vávra (živn., pak SNJ)
- Emanuel Vencl (republ., pak SNJ)
- Josef Vičánek (ČSL, pak SNJ)
- Franz Viereckl (BdL, pak SdP)
- Jan Vodička (KSČ)
- Ludwig Wagner (SdP, pak nezařazený)
- JUDr. Leon Wolf (HSĽS, resp. Svaz slez. katol.)
- Georg Wollner (SdP)
- JUDr. Josef Zadina (republ., pak SNJ)
- Josef Zajíc (republ., pak SNJ)
- Erwin Zajiček (Něm. kř. soc., pak nezařazený)
- Antonín Zápotocký (KSČ)
- Jaroslav Zářecký (republ., pak SNJ)
- Františka Zeminová (ČSNS, pak SNJ)
- Wolfgang Zierhut (BdL, pak SdP)
- JUDr. Friedrich Zippelius (SdP)
- Rudolf Zischka (DSAP)
- František Zupka (KSČ)
- František Zvoníček (NOF, pak SNJ)
- Jaromíra Žáčková-Batková (ČSNS, pak SNJ)
- Peter Židovský (republ., pak SNJ)
- Ing. Jindřich Žilka (republ., pak SNJ)

## Abecední seznam senátorů
Včetně senátorů, kteří nabyli mandát až dodatečně jako náhradníci (po rezignaci či úmrtí předchozího poslance). V závorce uvedena stranická příslušnost.

### A–H
- Josef Adam (republ., pak SNJ)
- Edmund Bačinský (republ.)
- József Balla (ČSSD)
- Karl Bartl (SdP)
- Otakar Bas (živn., pak SNJ)
- Vojta Beneš (ČSSD)
- Rudolf Bergman (NSj, pak SNJ)
- Karl Bock (SdP)
- Ján Botto (republ., pak HSĽS-SSNJ)
- Kurt Brass (SdP, pak NSDAP)
- Vilém Brodecký (ČSSD, pak NSP)
- Bedřich Brož (ČSL, pak SNJ)
- Jozef Buday (HSĽS)
- Felix Časný (ČSSD, pak NSP)
- Václav Donát (republ., pak SNJ)
- Karl Dresl (KSČ)
- Vojtěch Dundr (ČSSD, pak NSP)
- Tomáš Dytrych (ČSL, pak SNJ)
- Emil Enhuber (SdP)
- Štefan Fidlík (KSČ)
- Jan Filipinský (ČSSD)
- Ferdinand Foit (republ.)
- Julius Földessy (AZS, pak nezařazený)
- Ludwig Frank (SdP)
- Max Fritsch (SdP)
- Gejza Fritz (HSĽS)
- Kálmán Füssy (Sjedn. maď. str. resp. MNS)
- Karl Garlik (SdP)
- Justin Greger (SdP)
- Ernst Grünzner (DSAP)
- Theodor Hackenberg (DSAP, pak nezařazený)
- Josef Haken (KSČ)
- Anton Hancko (HSĽS)
- Otakar Havelka (republ., pak SNJ)
- Rudolf Havlík (ČSSD, pak NSP)
- Josef Havlín (NSj, pak nezařazený, pak živn., pak SNJ)
- Pavel Havránek (ČSSD)
- Josef Heger (SdP)
- Karl Heller (DSAP)
- Karl Hilgenreiner (Něm. kř. soc., pak SdP, pak NSDAP)
- Josef Hocke (SdP)
- Karoly Hokky (Sjedn. maď. str. resp. Zem. kř.-soc., pak nezařazený)
- Jan Horák (živn., pak SNJ)
- Stanislav Horný (republ., pak SNJ)
- Mořic Hruban (ČSL, pak SNJ)
- Josef Hubka (ČSNS, pak SNJ)

### CH–R
- Josef Chalupník (ČSSD, pak NSP)
- František Jakubec (republ., pak SNJ)
- Ondrej Janček (HSĽS)
- Jakub Janovský (ČSL, pak SNJ)
- Otakar Javornický (ČSNS, pak SNJ)
- Josef Juran (KSČ)
- Ján Juriga (HSĽS)
- Josef Karas (ČSL, pak SNJ)
- Betty Karpíšková (ČSSD, pak NSP)
- Sigmund Keil (SdP, resp. Karp.- něm. str. pak NSDAP)
- Bohuš Kianička (živn.)
- Václav Klofáč (ČSNS, pak SNJ)
- Antonín Klouda (ČSNS, pak SNJ)
- Julius Komrs (SNJ)
- Tomáš Korvas (ČSSD, pak NSP)
- Karl Kostka (Sudetoněm. voleb. blok, pak nezařazený)
- Jan Kotrba (živn., pak SNJ)
- Emma Koutková (ČSSD, pak NSP)
- Michal Králka (KSČ)
- Gottfried Krczal (SdP)
- Karol Krčméry (HSĽS)
- Karl Kreibich (KSČ)
- Jan Jiří Krejčí (ČSL, pak SNJ)
- František Kroiher (republ., pak SNJ)
- Otto Krommer (SdP)
- Alois Kříž (ČSSD, pak NSP)
- František Kubač (KSČ)
- Josef Kvasnička (NSj)
- Ľudovít Labaj (HSĽS)
- Hugo Liehm (SdP)
- Eduard Löhnert (SdP)
- Rudolf Macek (ČSSD, pak NSP)
- Josef Machovský (republ., pak SNJ)
- Wilhelm Maixner (SdP)
- František Malík (KSČ)
- Karel Marušák (ČSNS, pak SNJ)
- Josef Matoušek (NSj, pak SNJ)
- Gustav Mayr (SdP)
- Karol Mederly (HSĽS)
- Jan Měchura (republ., pak SNJ)
- Karl Michler (SdP)
- Vítězslav Mikulíček (KSČ)
- Albert Milota (ČSNS, pak SNJ)
- František Modráček (ČSSD, pak NSP)
- František Molík (republ., pak SNJ)
- František Müller (ČSSD, pak NSP)
- Heinrich Müller (DSAP)
- Wilhelm Müller (SdP)
- František Nedvěd (KSČ)
- Dominik Nejezchleb-Marcha (republ., pak SNJ)
- Jindřich Nentvich (ČSSD, pak NSP)
- Václav Němeček (ČSSD, pak NSP)
- Wilhelm Niessner (DSAP)
- František Novák (ČSL, pak SNJ)
- František Novák (republ., pak SNJ)
- František Olejník (republ., pak SNJ)
- Miklós Pajor (Sjedn. maď. str. resp. Zem. kř.-soc.)
- Rudolf Pánek (ČSNS)
- Vinzenz Patzak (SdP)
- František Paulus (NSj, pak nezařazený, pak SNJ)
- Anton Pázmán (HSĽS)
- Jan Pechanec (ČSL, pak SNJ)
- František Pechman (živn., pak SNJ)
- Karla Pfeiferová (KSČ)
- Anton Pfrogner (SdP)
- Jiří Pichl (ČSNS, pak SNJ)
- Františka Plamínková (ČSNS, pak nezařazená)
- Ján Pocisk (ČSSD, pak NSP)
- Štefan Polyák (HSĽS)
- Vasil Popovič (KSČ)
- Viktor Ravasz (HSĽS, nezařazený, HSĽS)
- Gejza Rehák (NSj, pak HSĽS-SSNJ)
- Emil Reil (Něm. kř. soc., pak SdP)
- Pavel Rejmon (republ., pak SNJ)
- Josef Reyzl (DSAP)
- Karel Riedl (ČSNS, pak SNJ)
- Maxmilián Rohlena (ČSNS, pak SNJ)
- Alois Roudnický (ČSL, pak SNJ)
- Karel Rušavý (ČSNS, pak SNJ)
- Jan Rýpar (ČSL)

### S–Z
- Václav Sehnal (republ., pak SNJ)
- Josef Sechtr (republ., pak SNJ)
- Georg Scharnagl (Něm. kř. soc., pak SdP)
- Rudolf Schmidt (SdP)
- Karl Schösser (SdP)
- Emil Schrammel (SdP, pak NSDAP)
- Václav Sladký (ČSNS, pak SNJ)
- Julius Sláma (živn., pak SNJ)
- Jan Sobota (ČSL, pak SNJ)
- František Soukup (ČSSD, pak NSP)
- Gábriel Steiner (KSČ)
- Karl Stellwag (SdP)
- Kornel Stodola (republ., pak HSĽS-SSNJ)
- Josef Stržil (republ., pak SNJ)
- Josef Svoboda (KSČ)
- Béla Szilassy (Sjedn. maď. str. resp. MNS)
- Adolf Šelmec (republ., pak HSĽS-SSNJ)
- Bohumír Šmeral (KSČ)
- Antonín Šolc (ČSNS, pak nezařazený)
- Emil Špatný (ČSNS)
- Anton Štefánek (republ., pak HSĽS-SSNJ)
- Ferdinand Šťastný (ČSNS, pak nezařazený)
- Josef Thoř (živn., pak SNJ)
- Friedrich Tischer (SdP)
- František Tomášek (ČSSD)
- József Törköly (Sjedn. maď. str. resp. MNS)
- Jindřich Trnobranský (NSj, pak SNJ)
- Robert Tschakert (SdP)
- Václav Turek (republ., pak SNJ)
- Imre Turchányi (Sjedn. maď. str. resp. Zem. kř.-soc.)
- František Udržal (republ.)
- Alois Ušák (republ.)
- Václav Vacek (KSČ)
- František Vácha (ČSSD, pak NSP)
- Anna Vetterová-Bečvářová (NSj, pak SNJ)
- Antonín Vlk (živn., pak SNJ)
- Josef Vraný (republ.)
- Juraj Vyskočil (živn., pak HSĽS-SSNJ)
- Mathias Wellan (DSAP)
- Friedrich Weller (SdP)
- Josef Wenderlich (KSČ)
- Franz Werner (SdP)
- Arnošt Winter (ČSSD, pak NSP)
- Cyril Záborec (NSj, pak SNJ)
- Ján Zeman (republ., pak HSĽS-SSNJ)
- František Zimák (ČSSD, pak NSP)
- Antonín Zmrhal (KSČ)
- Pavol Žiška (ČSL, pak HSĽS-SSNJ)

## Vysvětlivky zkratek a pojmů
- AZS: Autonomní zemědělský sojuz
- BdL: něm. agrárníci[1]
- ČSL: Československá strana lidová
- ČSSD: čs. sociální demokraté
- ČSNS: čs. národní socialisté
- DSAP: něm. soc. dem.
- HSĽS: Hlinkova slovenská ľudová strana
- HSĽS-SSNJ: Hlinkova slovenská ľudová strana-Strana slov. nár. jednoty[2]
- KSČ: Komunistická strana Československa
- MNS: Maďarská národní strana
- Nár. liga: Národní liga - Strana radikální, národní a demokratická
- Něm. kř. soc.: Německá křesťansko sociální strana lidová[1]
- nezařazený: poslanec či senátor stojící mimo klub
- NOF: Národní obec fašistická
- NSDAP: Národně socialistická německá dělnická strana[3]
- NSj: Národní sjednocení
- NSP: Národní strana práce
- republ.: Republikánská strana zemědělského a malorolnického lidu (agrárníci)
- RNS: Ruská nacionálně autonomní strana
- SdP: Sudetoněmecká strana
- Sjedn. maď. str.: Sjednocená maďarská strana[4]
- SNJ: Strana národní jednoty
- Zem. kř.-soc.: Zemská křesťansko-socialistická strana
- živn.: Československá živnostensko-obchodnická strana středostavovská
- ŽS: Židovská strana[5]

Poznámka: v seznamu členů parlamentu jsou hospitanti poslaneckého či senátorského klubu zahrnuti mezi členy příslušné parlamentní frakce.